# Piskumadal
Piskumadal (aussi appelé Püskumadal) est une micro île inhabitée d'Estonie.

## Description
Piskumadal est une île de 0,484 hectare et 328 m de circonférence. Elle est située dans le parc national de Vilsandi, proche du village d'Atla sur la commune de Saaremaa (comté de Saare). L'île est située à 300 mètres au sud d'Aherah.
L'île est composée d'un substrat sableux recouvert d'une prairie.